# Großer Lankesee
Der Große Lankesee (auch Große Lanke) ist ein natürlicher See im Norden des Landes Brandenburg. Er ist mit einer Fläche von 36 ha der größte See im Ortsteil Liebenberg der Gemeinde Löwenberger Land (Landkreis Oberhavel). Naturräumlich gehört der Große Lankesee zur Granseer Platte. Auf einer nördlich in den See hineinragenden Halbinsel befindet sich der slawische Burgwall Liebenberg aus dem Mittelalter. Am südlichen Ufer liegt der zu Liebenberg gehörende Wohnplatz Luisenhof; zugleich verläuft dort die Bundesstraße 167.
Der Gewässername ist polabischer Herkunft, vgl. Lanke (Toponym).
1908 wurde am östlichen Ufer das Seehaus als Teil der Gutsanlage von Schloss Liebenberg errichtet. Vom Herbst 1943 bis zum Frühjahr 1945 war das Kaiser-Wilhelm-Institut für Zellphysiologie unter der Leitung von Otto Warburg kriegsbedingt dorthin ausgelagert. Seit dem Ende der 1940er Jahre wurde das Seehaus als Erholungsstätte durch das Zentralkomitee der Sozialistischen Einheitspartei Deutschlands genutzt. Der umliegende Liebenberger Forst wurde 1964 zum Staatsjagdgebiet erklärt. Beide Nutzungen endeten mit der Wende und friedlichen Revolution in der DDR 1989/1990. Heute ist das Seehaus denkmalgeschützt und wird als Hotel genutzt.